# Maria Isabella di Borbone-Spagna
Maria Isabella Antonia Gioseffa Anna Teresa Filippina di Spagna (Madrid, 6 luglio 1789 – Portici, 13 settembre 1848), fu la seconda moglie e la sola regina consorte di Francesco I delle Due Sicilie.

## Biografia

### Infanzia

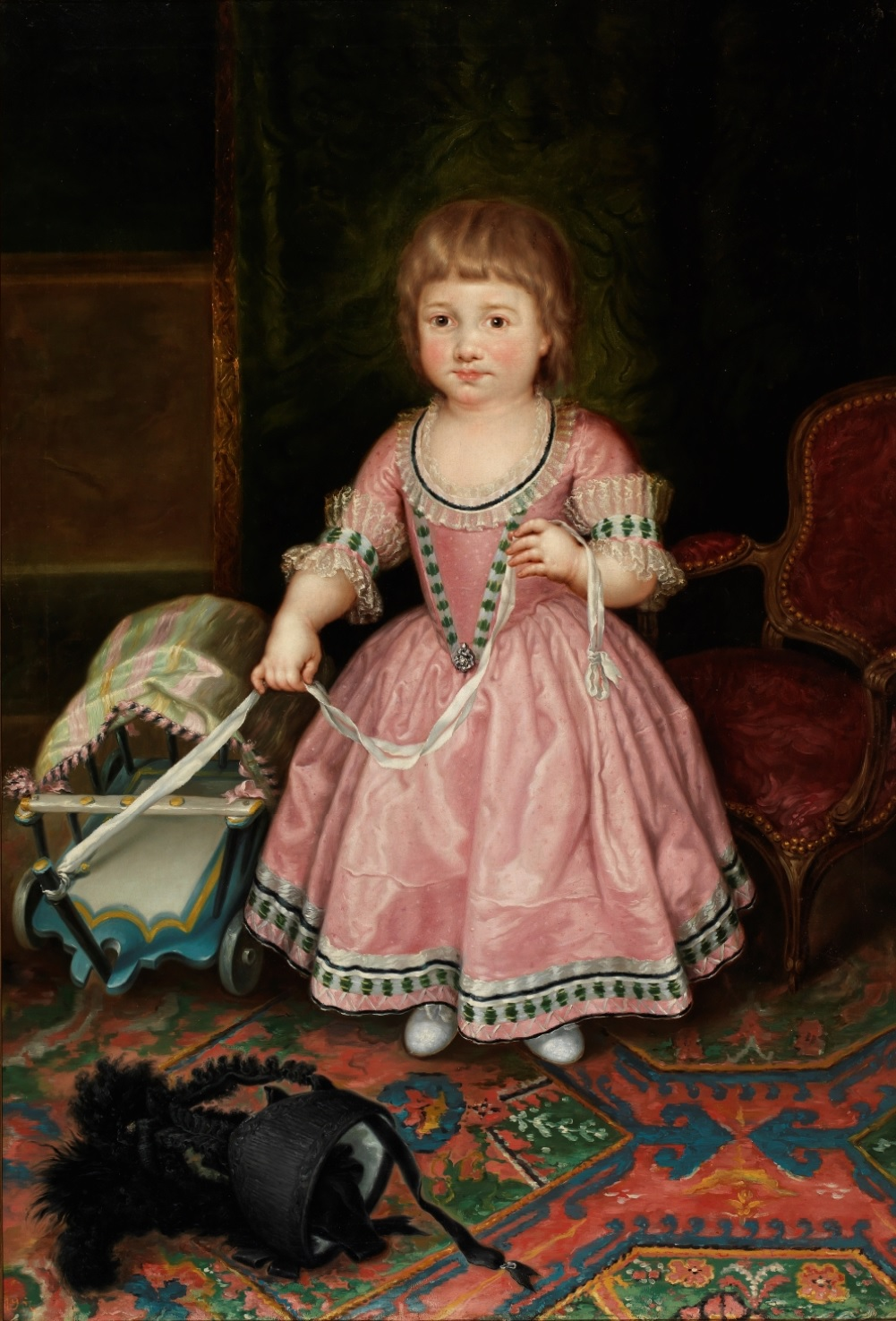
Maria Isabella di Spagna ritratta da Ramón Bayeu nel 1791, Museo del Prado, Madrid

Nata al Palazzo reale di Madrid, Maria Isabella era l'undicesima figlia di Carlo IV di Spagna, e di sua moglie, Maria Luisa di Parma, nipote di Luigi XV di Francia. I suoi nonni paterni erano Carlo III di Spagna e Maria Amalia di Sassonia. I suoi nonni materni erano il duca Filippo I di Parma e la principessa Luisa Elisabetta di Francia. I suoi nonni erano fratelli, entrambi figli di Filippo V di Spagna, e della sua seconda moglie, Elisabetta Farnese.
Il padre di Maria Isabella era considerato da molti come intellettualmente pigro e piuttosto credulone. Anche se mantenne una figura di un monarca assoluto, egli lasciò gli affari di governo nelle mani della moglie e del primo ministro Manuel Godoy. Sua madre, la regina Maria Luisa, dominava completamente il marito. La nascita di Maria Isabella coincise con l'ascesa di Godoy, che provocò l'impopolarità di Maria Luisa. I loro nemici li accusarono di essere amanti. Girarono voci che affermavano che Maria Isabella fosse la figlia del giovane Godoy, che divenne primo ministro nel 1792.

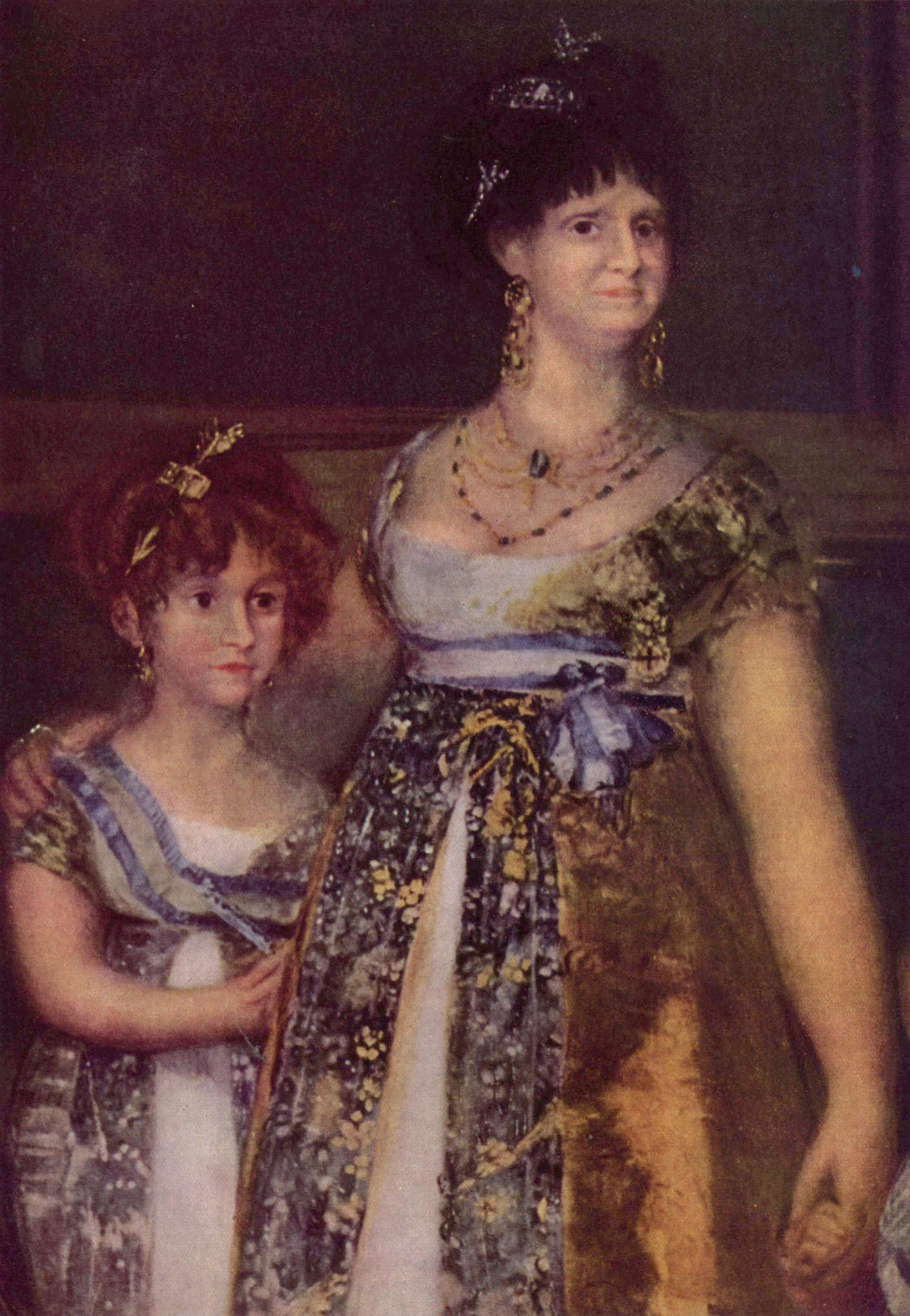
L'infanta Maria Isabella ritratta da Francisco Goya ne La famiglia di Carlo IV, 1800, Museo del Prado, Madrid.

L'infanzia di Maria Isabella coincise con gli eventi della rivoluzione francese e le turbolenze politiche in Spagna. A causa del comportamento dei suoi genitori, ella non ricevette una buona istruzione.
Nel dicembre del 1800, Luciano Bonaparte arrivò in Spagna come nuovo ambasciatore francese. Attraverso di lui, la regina Maria Luisa offrì Maria Isabella in sposa a Napoleone Bonaparte nel mese di aprile 1801.

### Matrimonio

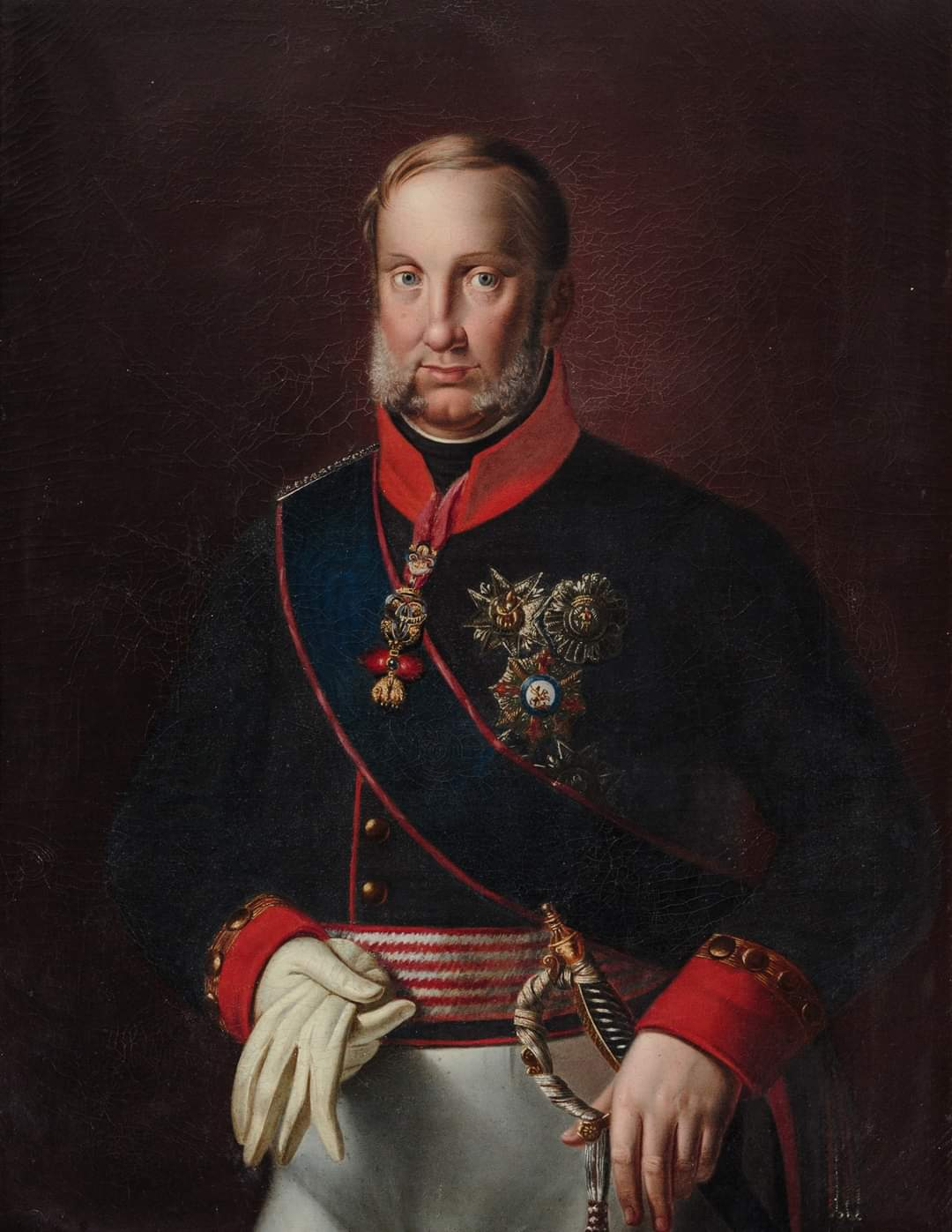
Francesco di Napoli e di Sicilia ritratto dall'accademico e pittore di corte Giuseppe Cammarano, esposto presso il Museo campano di Capua.

Ansiosa di trovare una corona per Maria Isabella, nella primavera 1801 sua madre ebbe l'idea di farla sposare con il principe Francesco di Napoli e di Sicilia, la cui moglie, l'arciduchessa Maria Clementina d'Austria, ancora in vita, doveva morire di parto nel mese di novembre dello stesso anno.
L'idea nacque dal diplomatico francese, che era stato ambasciatore a Madrid e a Napoli. Il suo piano era quello di portare il Regno di Napoli, alleato con l'Inghilterra e ostile alla Francia, nella recente formazione dell'alleanza franco-spagnolo, proponendo un rapporto più stretto tra le due famiglie attraverso doppi matrimoni. L'Infanta Maria Isabella e suo fratello maggiore, Ferdinando, principe delle Asturie, avrebbero sposato i loro cugini di primo grado: Maria Antonia di Napoli e Francesco, duca di Calabria. L'idea fu accolta dal re Ferdinando IV di Napoli, che voleva migliorare i suoi rapporti con il re di Spagna, suo fratello maggiore. La moglie, Maria Carolina d'Austria, che odiava la Francia e diffidava della Spagna per la sua buona volontà verso Napoleone, si oppose. I contratti dei due matrimoni furono firmati a Aranjuez nel mese di aprile 1802.
Il 6 luglio 1802, a Madrid, Maria Isabella sposò per procura il suo primo cugino Francesco principe di Napoli e della Sicilia. Il 4 ottobre a Barcellona i due si sposarono di persona. I festeggiamenti durarono fino al 12 ottobre, quando Maria Isabella partì alla volta di Napoli.

### Principessa ereditaria

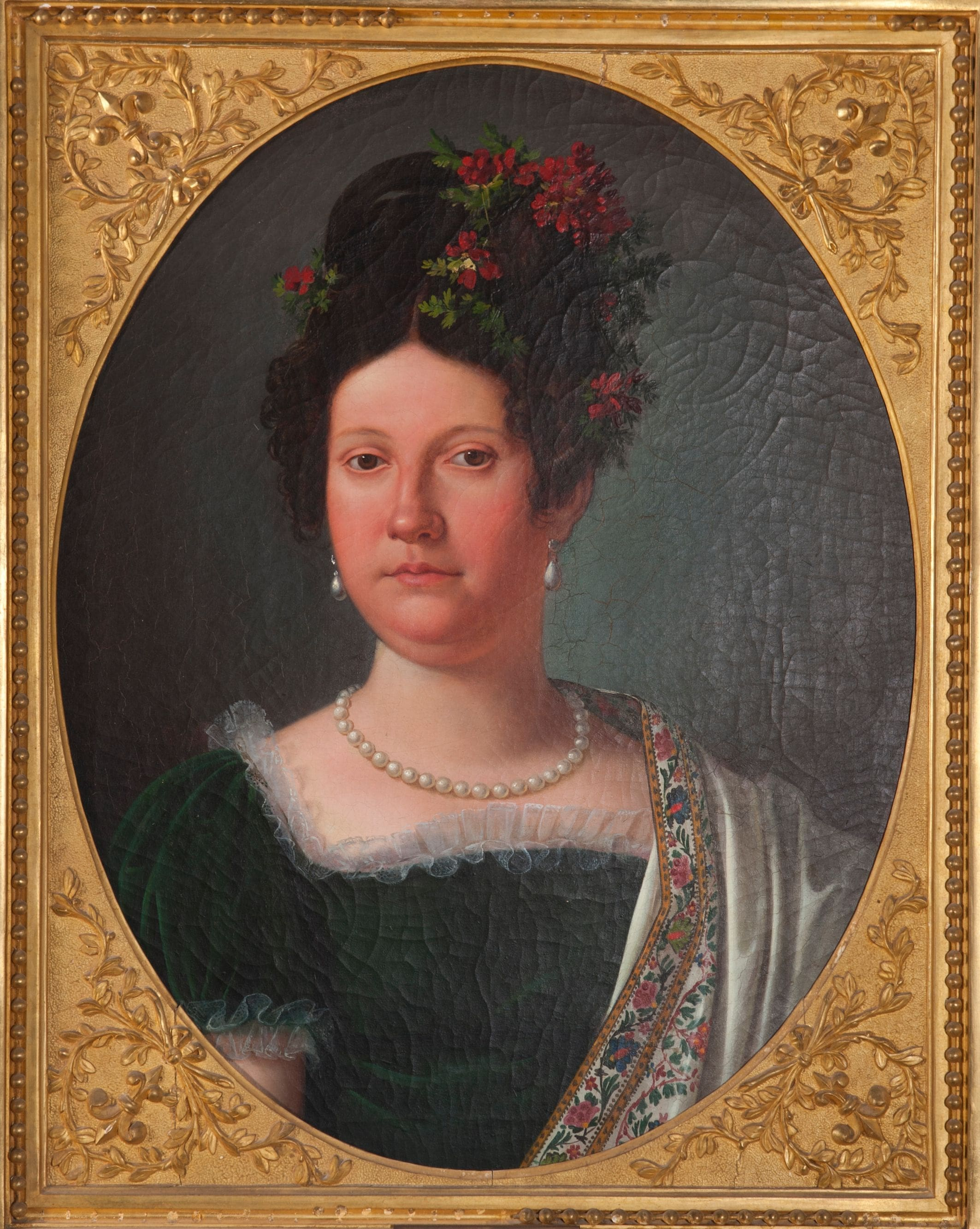
Giuseppe Cammarano, Ritratto di Maria Isabella, principessa ereditaria di Napoli, Reggia di Caserta

Maria Isabella non fece una buona impressione al suo arrivo alla corte di Napoli. A differenza delle sue sorelle, Maria Isabella aveva lineamenti regolari, ma sembrava ancora più giovane dei suoi tredici anni. La principessa fu descritta come "piccola e rotonda come una palla". La suocera, la regina Maria Carolina, era stata molto attaccata alla prima moglie di suo figlio, che era anche sua nipote.  Maria Isabella diede all luce la primogenita Luisa Carlotta all'età di quindici anni e partorì altri undici figli. Essa non si interessò mai di politica.
La vita di Maria Isabella fu profondamente segnata dalle azioni di Napoleone Bonaparte. Dopo essere stato incoronato imperatore dei francesi, nel dicembre 1804, Napoleone procedette ad espandere il suo potere nella penisola italiana. Temendo per la sua corona, re Ferdinando si unì alla terza coalizione contro Bonaparte. Le truppe napoleoniche sconfissero gli eserciti alleati ad Austerlitz, nel dicembre del 1805, e a Campotenese. A seguito di queste vittorie, le forze di Napoleone occuparono il Regno di Napoli nel 1806. L'imperatore diede la corona di Napoli al fratello Giuseppe Bonaparte, e quattro anni dopo al cognato Gioacchino Murat.
Maria Isabella, con il resto della famiglia reale, dovette fuggire da Napoli riparando in Sicilia nel febbraio 1806. Nonostante i ripetuti tentativi di Murat di invadere l'isola, il re Ferdinando e Maria Carolina mantennero il loro status e potere in Sicilia sotto la protezione delle truppe britanniche. Il vero potere in Sicilia poggiava su Lord William Bentinck, comandante delle truppe britanniche sull'isola. Bentinck stabilì una costituzione e privò Ferdinando di ogni potere.
Nel 1812, il marito fu nominato reggente. Maria Isabella non venne coinvolta nelle complesse vicende siciliane della corte napoletana in esilio a Palermo. Francesco si scontrò con l'aristocrazia dell'isola che si opponeva alle nuove tasse per finanziare la guerra contro la Francia, sostenendo un elevato grado di autonomia. Privata della sua influenza, la regina Maria Carolina fu esiliata in Austria nel 1813, dove morì nel 1814.

### Duchessa di Calabria

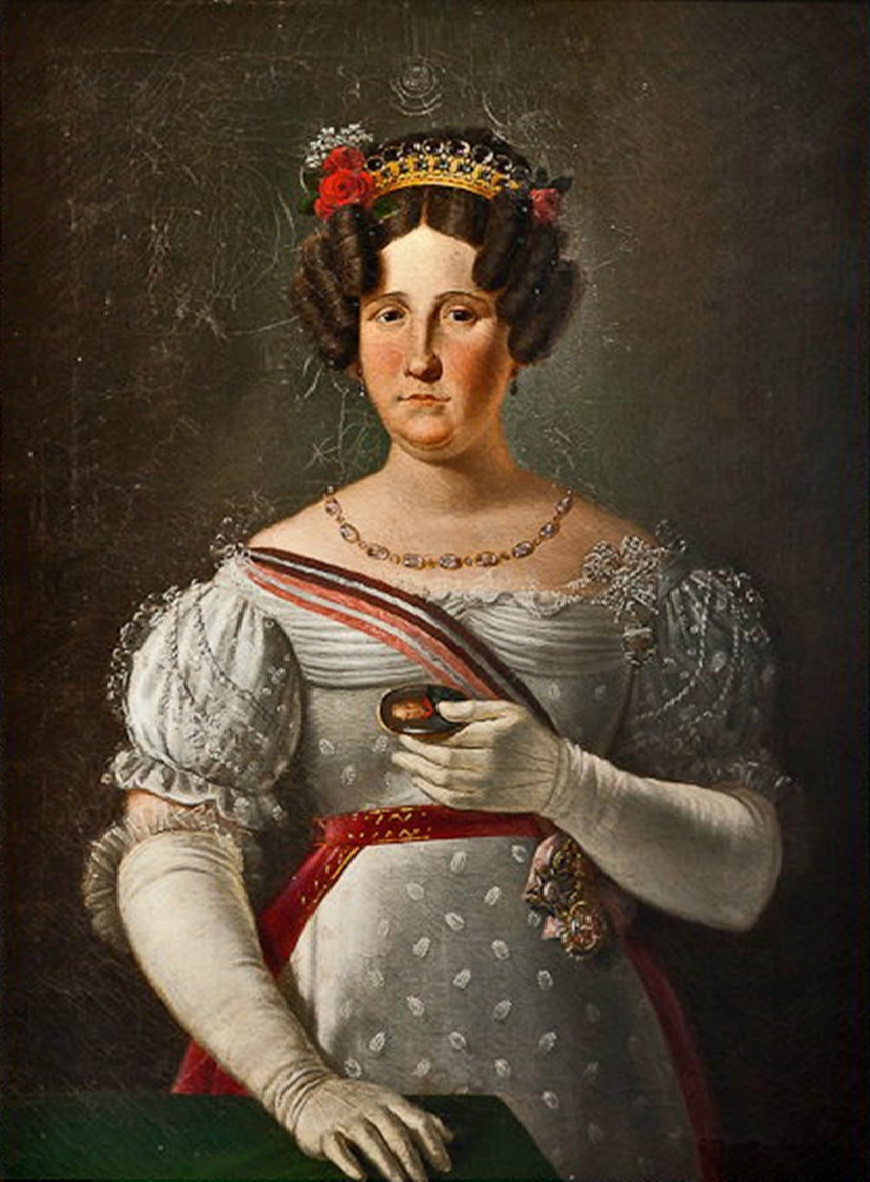
La duchessa Maria Isabella di Calabria ritratta da Giuseppe Cammarano nel 1815

Nel 1815, sotto la protezione austriaca, Ferdinando tornò a Napoli. Ivi soppresse la Costituzione siciliana e unì i suoi due regni in quello delle Due Sicilie nel 1816, conferendo a Francesco il titolo di Duca di Calabria, come erede dei due regni. Servendo come luogotenente in Sicilia (1815-1820), Francesco e Maria Isabella rimasero in Sicilia, facendo, in rare occasioni, visita alla corte a Napoli.
Anche se aveva lasciato la Spagna in tenera età, Maria Isabella rimase affettivamente attaccata alla sua famiglia e al suo paese natale. Nell'autunno del 1818, visitò i suoi genitori che vivevano in esilio a Roma. Assisté la madre quando ella morì nel gennaio 1819. L'influenza di Maria Isabella fu determinante nelle scelte matrimoniali delle sue figlie, di cui quattro (su sei) sposarono membri della famiglia reale spagnola.
Nel luglio 1820, Francesco e Maria Isabella ritornarono a Napoli. Durante i successivi quattro anni il suocero di Maria Isabella regnò come un monarca assoluto all'interno del suo dominio, non concedendo riforme costituzionali.

### Regina consorte delle Due Sicilie
Il 4 gennaio 1825, il suocero, re Ferdinando I, morì e Francesco salì al trono. Maria Isabella divenne Regina consorte. Fin dall'inizio, Francesco I si comportò molto diversamente, dal principe liberale che era stato, come erede della corona e il suo breve regno fu essenzialmente reazionario.
Nel suo nuovo ruolo di regina consorte, Maria Isabella non ebbe alcun peso politico. Non aveva né l'ambizione né interesse di essere d'aiuto al marito, che, dal canto suo, aveva un carattere placido. A causa delle numerose gravidanze, Maria Isabella aumentò molto di peso e i suoi lineamenti regolari scomparvero. Maria Isabella era descritta dai contemporanei come frivola, infantile ma di buon cuore. Amava il teatro, i balli e le feste pubbliche. Semplice e generosa, era più popolare di suo marito.
La coppia reale visse circondata da soldati, sempre nel timore di una rivoluzione. La loro sicurezza era garantita dalle truppe austriache di stanza a Napoli, ma il pagamento delle truppe fu un pesante fardello per le casse dello Stato e la ragione principale per l'alto debito pubblico.
In occasione delle nozze della figlia Maria Cristina con suo fratello Ferdinando VII di Spagna, Maria Isabella riuscì a convincere il marito a intraprendere il lungo viaggio per la Spagna. I sovrani viaggiarono via terra, partendo il 28 settembre 1829. Sulla loro strada, visitarono Papa Pio VIII a Roma. A Grenoble incontrarono la duchessa di Berry, che fu felice di rivedere i genitori dopo tredici anni di separazione. Il matrimonio della figlia Maria Cristina con Ferdinando VII venne celebrato il 25 gennaio 1830. Sulla via del ritorno, i sovrani delle Due Sicilie si ritrovarono ancora una volta con la duchessa di Berry, che li presentò al figlio del duca di Bordeaux a Chambord. Maria Isabella e suo marito si recarono a Parigi, dove furono intrattenuti dal re Carlo X di Francia. Il 30 luglio ritornarono a Napoli. Dopo il loro ritorno, la salute del re si deteriorò. Francesco morì l'8 novembre 1830.

### Regina Madre delle Due Sicilie

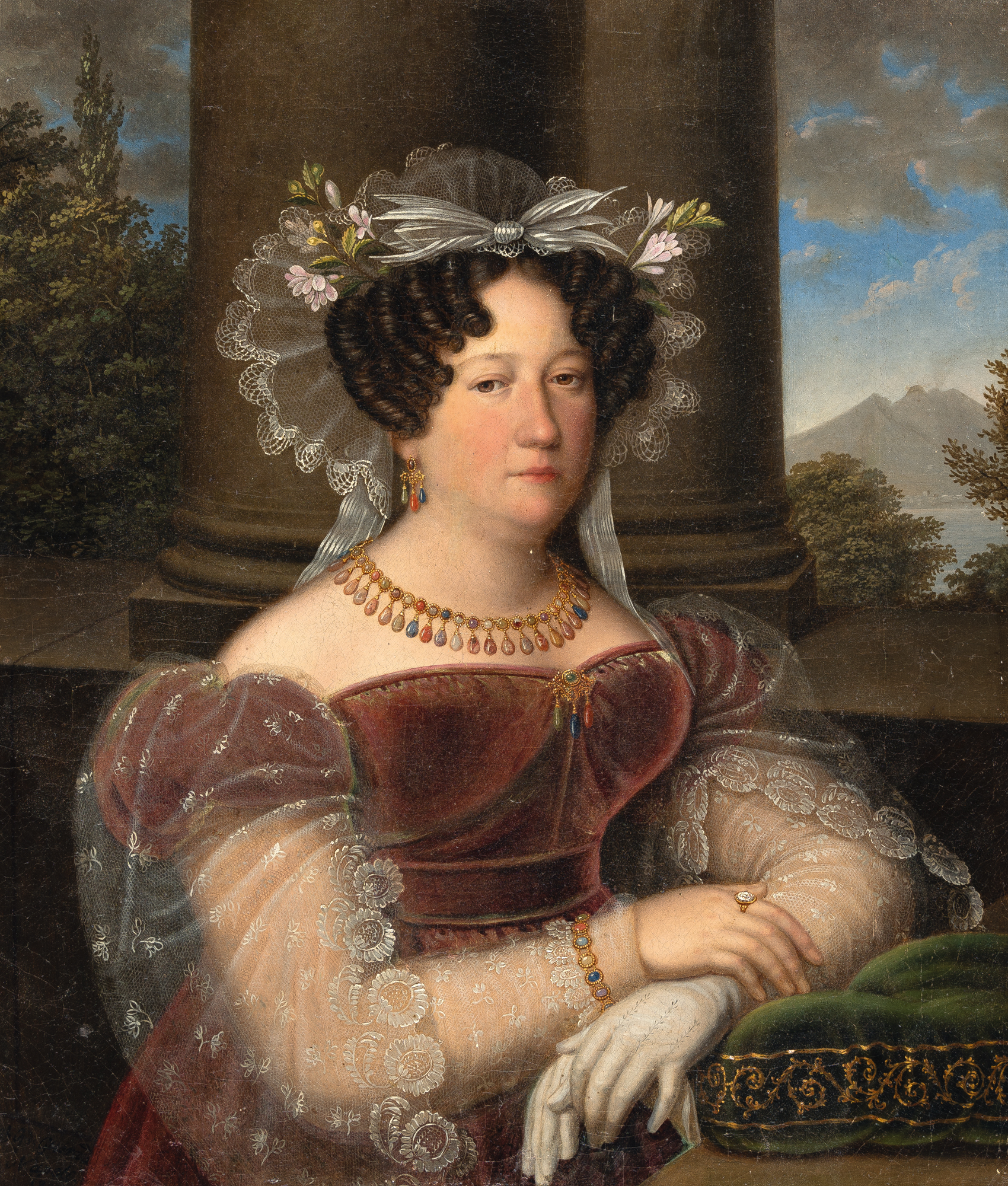
La regina madre Maria Isabella delle Due Sicilie ritratta da Bernhard de Guérard nel 1832

Alla morte del marito, il figlio primogenito Ferdinando divenne il nuovo re. All'insaputa di lei, Maria Isabella era al centro di un complotto ordito dal principe Vincenzo Ruffo della Scaletta e dal duca Pietro Ugo delle Favare. La loro intenzione era quella di nominare Maria Isabella reggente del regno, destituendo il figlio conservatore dal trono per almeno un paio d'anni. Il complotto fu scoperto e soppresso immediatamente dal giovane re. Ferdinando II, timido e tranquillo, si dimostrò però più energico del padre e del nonno, svolgendo i doveri del regno con più determinazione. Il rapporto tra Maria Isabella e Ferdinando II era freddo.
Nei primi anni di vedovanza, Maria Isabella era ancora giovane. Circondata da molti ammiratori, aveva un debole per i bei funzionari più giovani di lei. Secondo le voci di corte, ebbe numerosi amanti. Il suo comportamento la fece diventare un facile bersaglio per i libelli, il che esasperava il figlio Ferdinando. Maria Isabella trattò con gentilezza la nuora Maria Cristina di Savoia, che sposò Ferdinando il 21 novembre 1832. La nuova regina fece riconciliare madre e figlio.
Nel 1835, Maria Isabella iniziò una relazione con il barone Peter von Schmuckher, un ufficiale austriaco sposato. Fu una relazione passionale e turbolenta. Alla morte della moglie di Schmuckher nel 1837, Maria Isabella aveva intenzione di sposarlo. Quando l'ambizioso barone rivendicò il titolo e i privilegi dovuti a un amante reale come condizione per convolare a nozze, Maria Isabella rifiutò, facendo appello al figlio Ferdinando per liberarsi dell'ex amante. Il re espulse Schmuckher da Napoli nel gennaio 1838.

### Ultimi anni e morte
Nel gennaio del 1836, Maria Isabella servì da madrina al nipote Francesco, duca della Calabria. Nel marzo dello stesso anno, il principe di Capua contrasse un matrimonio morganatico. Ferdinando II non perdonò il fratello in fuga. Il principe di Capua rimase in esilio permanente in Inghilterra. Maria Isabella non rivide mai più il figlio.
Siccome Maria Isabella era determinata a risposarsi, suo figlio, il re Ferdinando II, le consegnò un elenco con i nomi dei giovani nobili del regno tra cui scegliere. Alla fine la regina madre scelse Francesco del Balzo dei duchi di Presenzano, nobile di Capua, insignito in occasione del matrimonio del titolo di conte su cognome (1805-1882), generale della Guardia di Palazzo'. La cerimonia ebbe luogo il 15 gennaio 1839. La sposa aveva cinquanta anni, mentre lo sposo ne aveva trentaquattro. Dopo le nozze, Maria Isabella e Francesco si ritirarono dalla corte e si trasferirono a Capodimonte, poi, nella nuova proprietà del "villino Ruffo", allo Scudillo di Capodimonte, acquistato dalla regina madre e donato al giovane marito morganatico.
Maria Isabella morì il 13 settembre 1848, all'età di 59 anni.

## Discendenza

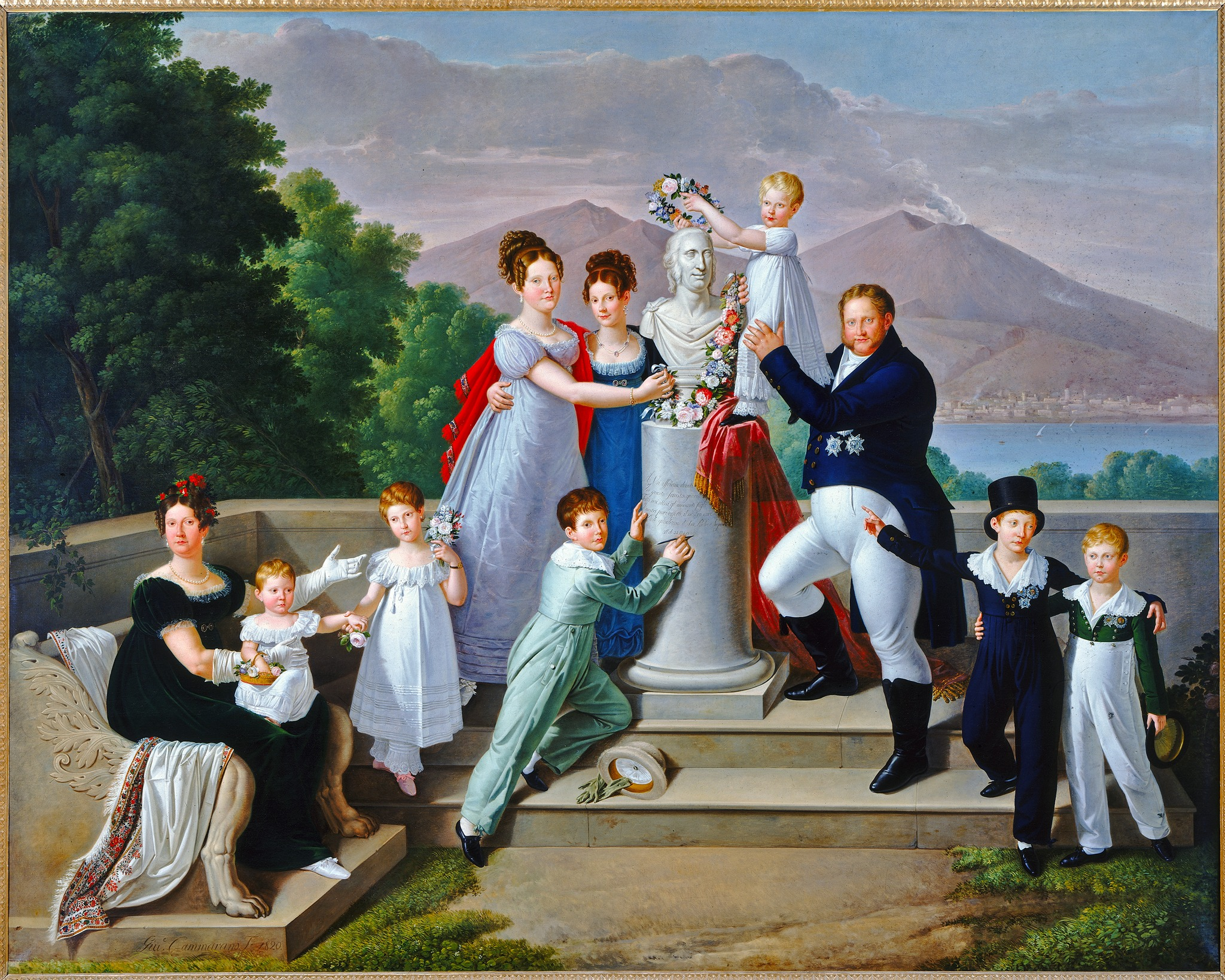
La famiglia di Francesco I delle Due Sicilie. Da sinistra a destra: Maria Isabella di Borbone-Spagna (seconda moglie di Francesco I), Maria Carolina Ferdinanda, Maria Antonietta, granduchessa di Toscana, Luisa Carlotta, Maria Cristina, regina di Spagna, Ferdinando II, Maria Amalia, Francesco I, Carlo, principe di Capua e Leopoldo, conte di Siracusa.

L'infanta Maria Isabella e re Francesco I delle Due Sicilie ebbero dodici figli:
- Luisa Carlotta (1804-1844), sposò lo zio materno Francesco di Paola, Infante di Spagna;
- Maria Cristina (1806-1878), sposò in prime nozze Ferdinando VII di Spagna, sposò in seconde nozze Augustín Fernández Muñoz, duca di Rianzares;
- Ferdinando II delle Due Sicilie (1810-1859);
- Carlo Ferdinando principe di Capua (1811-1862), sposò morganaticamente Penelope Smith;
- Leopoldo conte di Siracusa (1813-1860),  sposò la principessa Filiberta di Savoia;
- Maria Antonia (1814-1898), sposò Leopoldo II di Toscana;
- Antonio Pasquale, conte di Lecce (1816-1843);
- Maria Amalia (1818-1857), sposò Sebastiano di Borbone-Spagna;
- Maria Carolina (1820-1861), sposò Carlo Luigi di Borbone, conte di Montemolin;
- Teresa Cristina (1822-1889), sposò l'imperatore Pietro II del Brasile;
- Luigi, conte di Aquila (1824-1897), sposò Gennara di Braganza;
- Francesco di Paola, conte di Trapani: (1827-1892), sposò Maria Isabella d'Asburgo-Lorena.

## Titoli e trattamento
- 6 luglio 1789 – 6 luglio 1802: Sua Altezza Reale, l'infanta doña María Isabella
- 6 luglio 1802 – 4 gennaio 1825: Sua Altezza Reale, la Duchessa di Calabria
- 4 gennaio 1825 – 8 novembre 1830: Sua Maestà, la Regina delle Due Sicilie
- 8 novembre 1830 – 13 settembre 1848: Sua Maestà, la Regina Madre delle Due Sicilie

## Ascendenza
|                             |                     |                                | Genitori                                     |  |  | Nonni |  |  | Bisnonni            |  |  | Trisnonni              |  |
|                             |                     |                                |                                              |  |  |       |  |  | Filippo V di Spagna |  |  | Luigi, il Gran Delfino |  |
|                             |                     |                                |                                              |  |  |       |  |  | Filippo V di Spagna |  |  | Luigi, il Gran Delfino |  |
|                             |                     | Maria Anna Vittoria di Baviera |                                              |  |  |       |  |  | Filippo V di Spagna |  |  |                        |  |
| Carlo III di Spagna         |                     |                                |                                              |  |  |       |  |  | Filippo V di Spagna |  |  |                        |  |
|                             |                     | Elisabetta Farnese             | Odoardo II Farnese                           |  |  |       |  |  |                     |  |  |                        |  |
|                             |                     | Elisabetta Farnese             | Odoardo II Farnese                           |  |  |       |  |  |                     |  |  |                        |  |
|                             |                     | Elisabetta Farnese             | Dorotea Sofia di Neuburg                     |  |  |       |  |  |                     |  |  |                        |  |
| Carlo IV di Spagna          |                     | Elisabetta Farnese             |                                              |  |  |       |  |  |                     |  |  |                        |  |
|                             |                     | Augusto III di Polonia         | Augusto II di Polonia                        |  |  |       |  |  |                     |  |  |                        |  |
|                             |                     | Augusto III di Polonia         | Augusto II di Polonia                        |  |  |       |  |  |                     |  |  |                        |  |
|                             |                     | Augusto III di Polonia         | Cristiana Eberardina di Brandeburgo-Bayreuth |  |  |       |  |  |                     |  |  |                        |  |
| Maria Amalia di Sassonia    |                     | Augusto III di Polonia         |                                              |  |  |       |  |  |                     |  |  |                        |  |
|                             |                     | Maria Giuseppa d'Austria       | Giuseppe I d'Asburgo                         |  |  |       |  |  |                     |  |  |                        |  |
|                             |                     | Maria Giuseppa d'Austria       | Giuseppe I d'Asburgo                         |  |  |       |  |  |                     |  |  |                        |  |
|                             |                     | Maria Giuseppa d'Austria       | Guglielmina Amalia di Brunswick-Lüneburg     |  |  |       |  |  |                     |  |  |                        |  |
| Maria Isabella di Spagna    |                     | Maria Giuseppa d'Austria       |                                              |  |  |       |  |  |                     |  |  |                        |  |
|                             | Filippo V di Spagna | Luigi, il Gran Delfino         |                                              |  |  |       |  |  |                     |  |  |                        |  |
|                             | Filippo V di Spagna | Luigi, il Gran Delfino         |                                              |  |  |       |  |  |                     |  |  |                        |  |
|                             | Filippo V di Spagna | Maria Anna Vittoria di Baviera |                                              |  |  |       |  |  |                     |  |  |                        |  |
| Filippo I di Parma          | Filippo V di Spagna |                                |                                              |  |  |       |  |  |                     |  |  |                        |  |
|                             |                     | Elisabetta Farnese             | Odoardo II Farnese                           |  |  |       |  |  |                     |  |  |                        |  |
|                             |                     | Elisabetta Farnese             | Odoardo II Farnese                           |  |  |       |  |  |                     |  |  |                        |  |
|                             |                     | Elisabetta Farnese             | Dorotea Sofia di Neuburg                     |  |  |       |  |  |                     |  |  |                        |  |
| Maria Luisa di Parma        |                     | Elisabetta Farnese             |                                              |  |  |       |  |  |                     |  |  |                        |  |
|                             |                     | Luigi XV di Francia            | Luigi delfino di Francia                     |  |  |       |  |  |                     |  |  |                        |  |
|                             |                     | Luigi XV di Francia            | Luigi delfino di Francia                     |  |  |       |  |  |                     |  |  |                        |  |
|                             |                     | Luigi XV di Francia            | Maria Adelaide di Savoia                     |  |  |       |  |  |                     |  |  |                        |  |
| Luisa Elisabetta di Francia |                     | Luigi XV di Francia            |                                              |  |  |       |  |  |                     |  |  |                        |  |
|                             |                     | Maria Leszczyńska              | Stanislao Leszczyński                        |  |  |       |  |  |                     |  |  |                        |  |
|                             |                     | Maria Leszczyńska              | Stanislao Leszczyński                        |  |  |       |  |  |                     |  |  |                        |  |
|                             |                     | Maria Leszczyńska              | Caterina Opalińska                           |  |  |       |  |  |                     |  |  |                        |  |
|                             |                     | Maria Leszczyńska              |                                              |  |  |       |  |  |                     |  |  |                        |  |

## Onorificenze

### Altre distinzioni
- Protettrice della Real Arciconfraternita e Monte di San Giuseppe dell'Opera di Vestire i Nudi in quanto Regina consorte del Regno delle Due Sicilie, Napoli (Italia)[20].